# ヘンリー・エレンソン
ヘンリー・エレンソン  (Henry Ellenson 1997年1月13日 - )は、アメリカ合衆国ウィスコンシン州ライスレイク出身のバスケットボール選手。ポジションはPF/C。

## 来歴
ウィスコンシン州のライスレイク高校時代は、同州の最優秀選手に選出。また2015年にはマクドナルド・オール・アメリカンゲームにも出場するなど、有望株として注目された。大学は地元のマーケット大学に進学。1年生ながら同大学の主力を担い、2015-16シーズンは平均17得点9.7リバウンドを記録し、ビッグ・イースト・カンファレンスの1stチームとフレッシュマン賞を受賞した。エレンソンは1シーズン大学でプレーしただけで2016年4月に2016年のNBAドラフトにアーリーエントリーを表明。18位でデトロイト・ピストンズから指名された

### スペインでのキャリア
2021年7月13日、リーガACBに所属するオブラドイロCABとの契約が発表された。リーグ戦では32試合に出場し、1試合平均24.4分の出場で、11.1得点、4.9リバウンドという成績を残した。
2022年7月7日、リーガACBとユーロカップに所属するホベントゥート・バダローナとの契約が発表された。

### 茨城ロボッツ
2023年7月4日、B1リーグに所属する茨城ロボッツとの契約が発表された。しかし、茨城でのメディカルチェックにて昨シーズン終盤に負った傷が骨折であることが判明。療養のため9月19日にインジュアリーリストに登録され帰国した。年内での復帰を見込んでいたが叶わず、2024年1月9日に双方合意の上で契約解除となった。

## アメリカ代表
エレンソンは2014年にドバイで開催されたFIBAU-17世界選手権にアメリカ代表に選出され、優勝を経験した。